# Galeries Lafayette
«Галери Лафайет» (Galeries Lafayette) — французская сеть универмагов, основанная в 1893 году. В 2009 году оборот сети превысил 1 млрд евро. Владельцы — группа компаний Galeries Lafayette.

## История
Флагманом сети служит парижский аналог ГУМа — пассаж со стеклянным куполом Жака Грюбера и декором в стиле модерн, который был открыт в 1912 году в Париже, в здании на бульваре Осман напротив Гранд-Опера. Каждое Рождество посреди магазина ставят огромную ёлку.
Берлинский магазин на Фридрихштрассе спроектировал в 1990-е годы архитектор с мировым именем, Жан Нувель. Ещё два «якорных» универмага работают на площадях Dubai Mall (крупнейший торговый центр в мире) и Morocco Mall в Касабланке (крупнейший торговый центр в Африке).

## Галерея

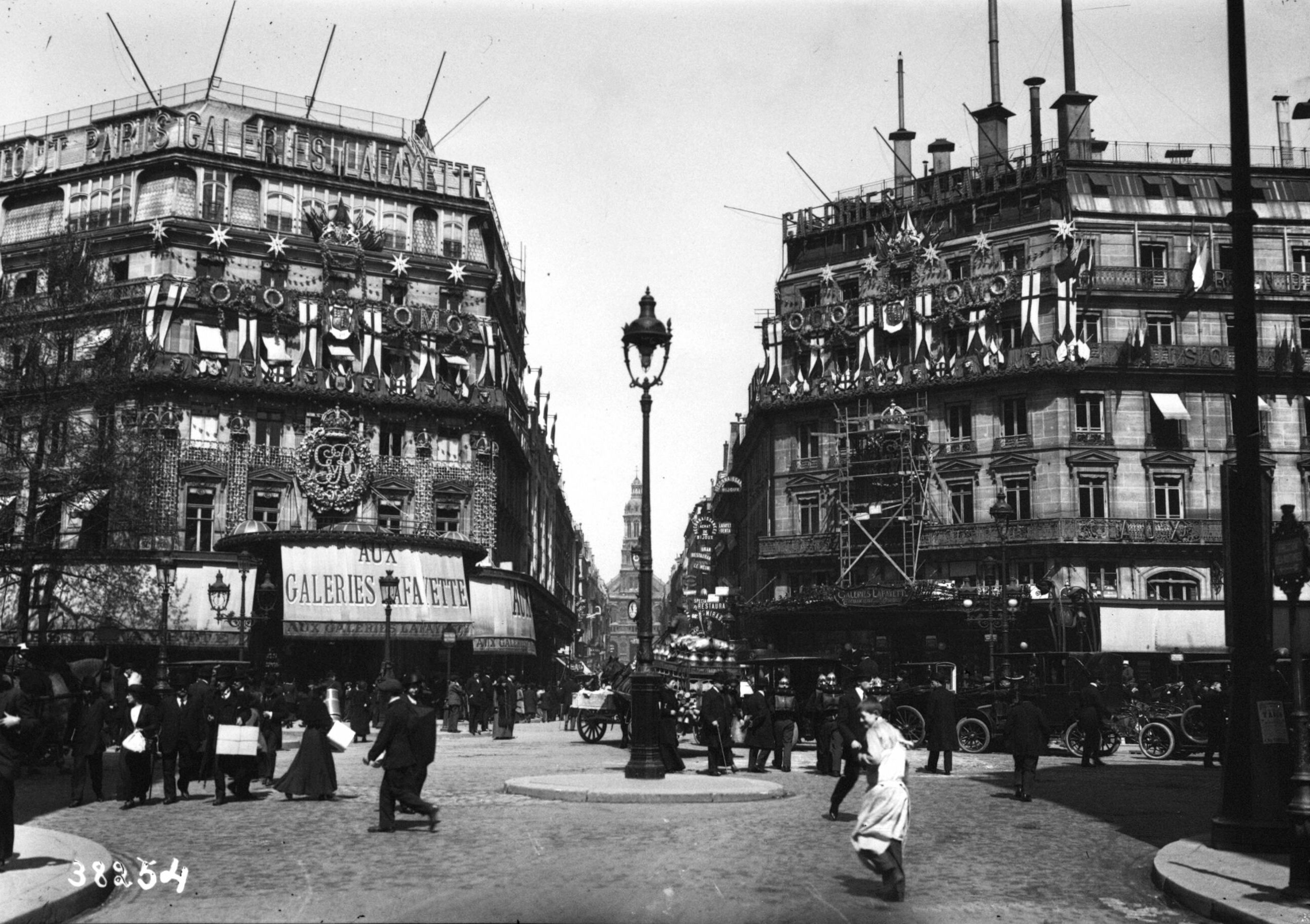
Галерея украшена к визиту английского короля Георга V в 1914 году
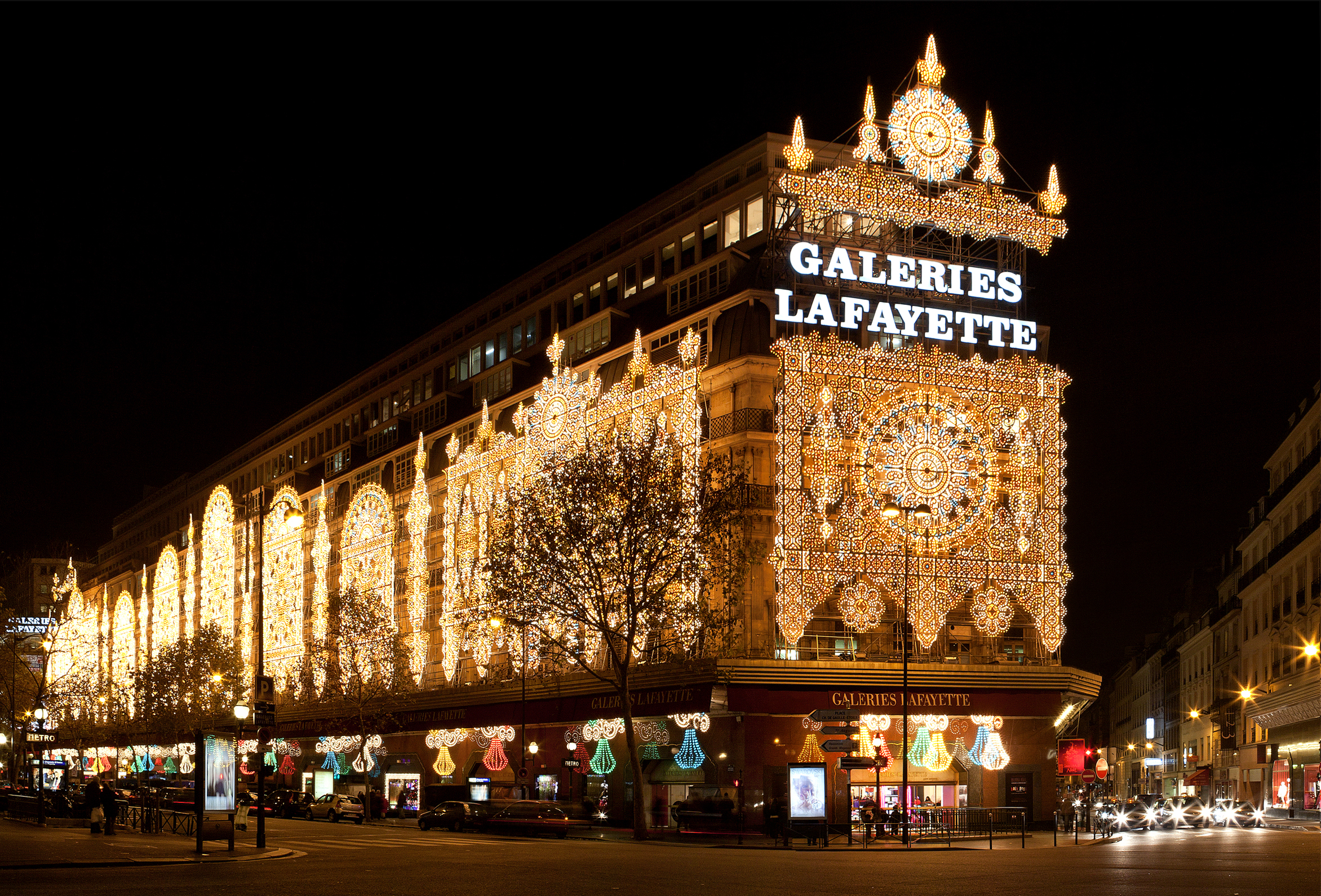
Здание галереи на бульваре Осман
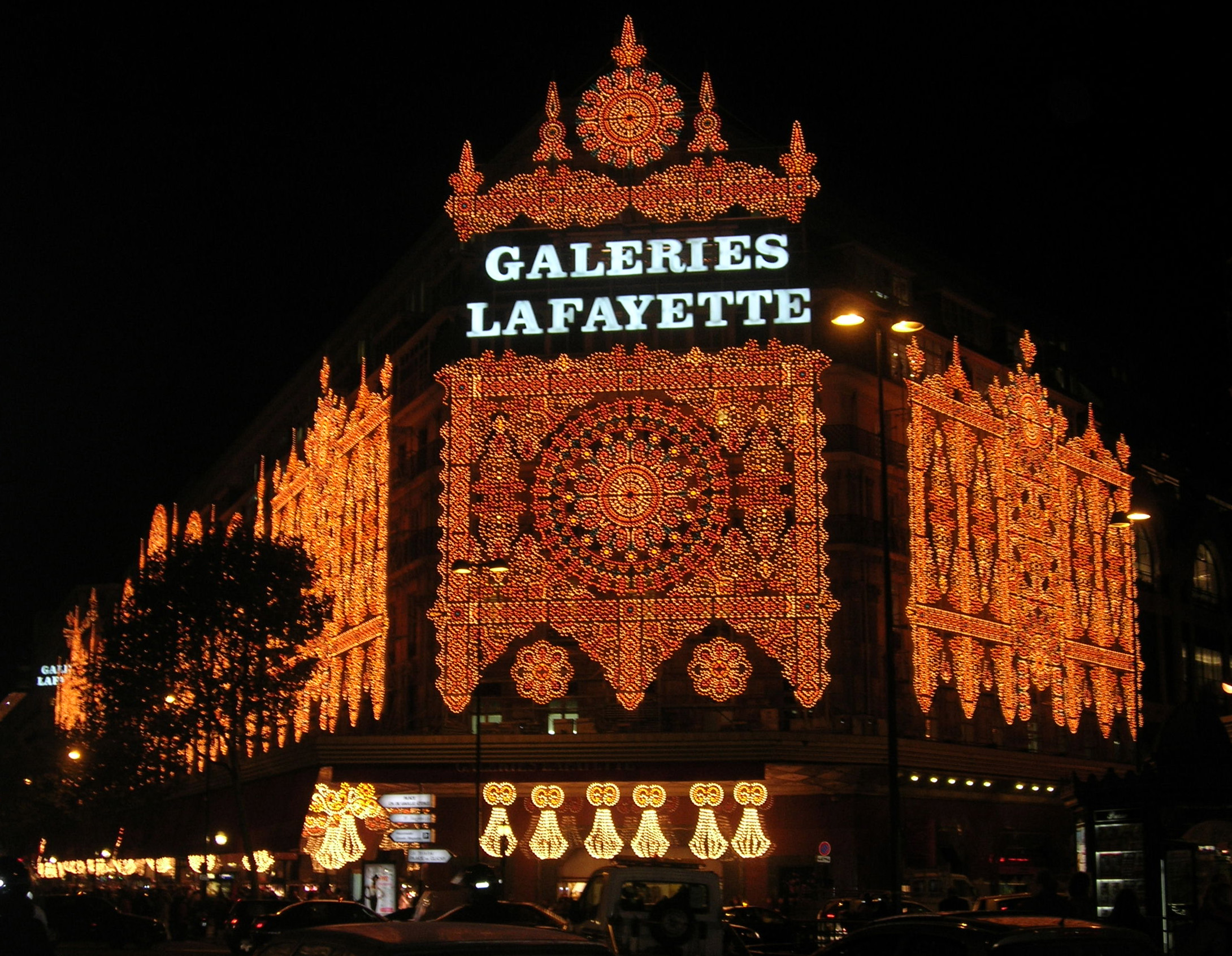
Праздничная подсветка к Рождеству
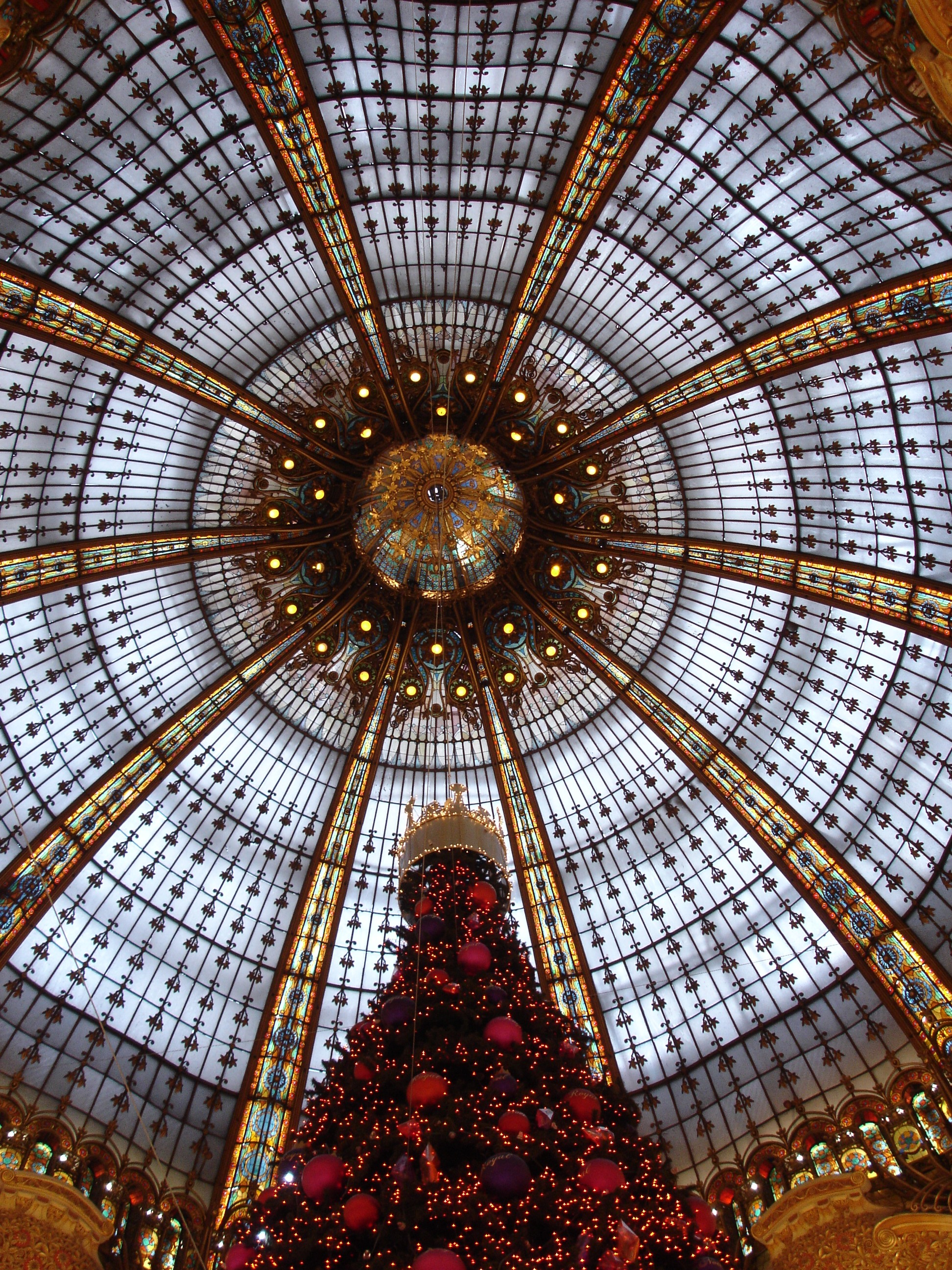
Купол